# Schnusea caiabii
Schnusea caiabii är en tvåvingeart som beskrevs av Lane och Coher 1950. Schnusea caiabii ingår i släktet Schnusea och familjen svampmyggor. Inga underarter finns listade i Catalogue of Life.